# Мелодия
Мелодията е основното измерение на музиката, характеризирано от периодична промяна на тоналността и трайността на звуковете, а също и от симетричност и ритъм. Съществуват и мелодии без симетричност и ритъм, които се наричат речитатив. Мелодията е царицата в музиката.

Мелодията (напев) е това, което дава на музикалните произведения индивидуалност. Често тя е най-запомнящата се част на песните. 
Определение - Мелодия е едногласно изложена музикална мисъл. Това е едно от най-важните изразни средства на музиката. Мелодията а толкова важна - че самата тя може да бъде музикално произведение. Такъв пример са народните песни без съпровод. Когато произведението е със съпровод, то тогава мелодията в съвременния хомофонен стил има водеща, основна роля, а всички останали гласове са подчинени на нея. Те я допълват, украсяват, разнообразяват. 

## Други
На мелодията е наречена улица в квартал „Орландовци“ в София (Карта).